# 臺灣交通

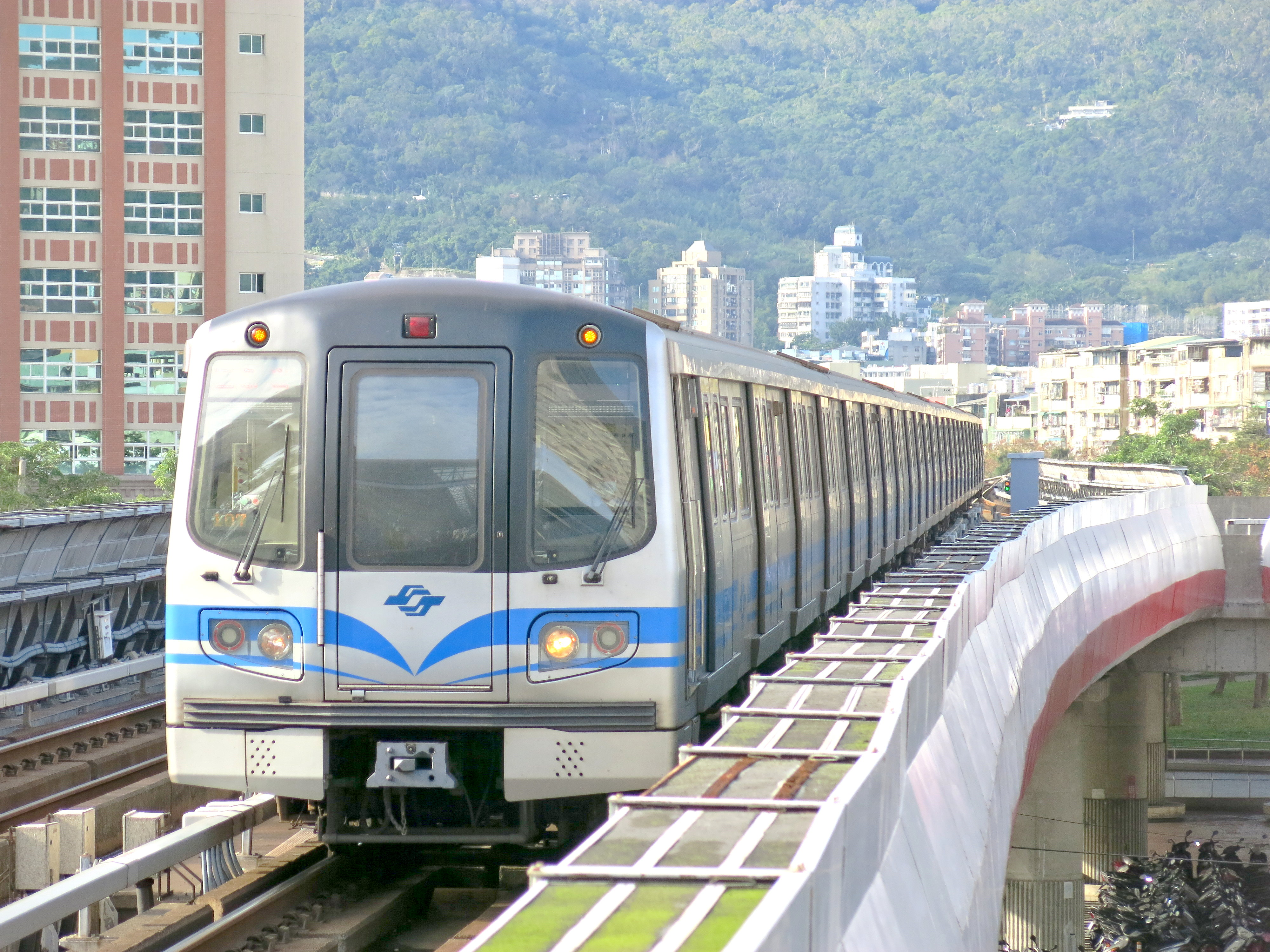
臺北捷運

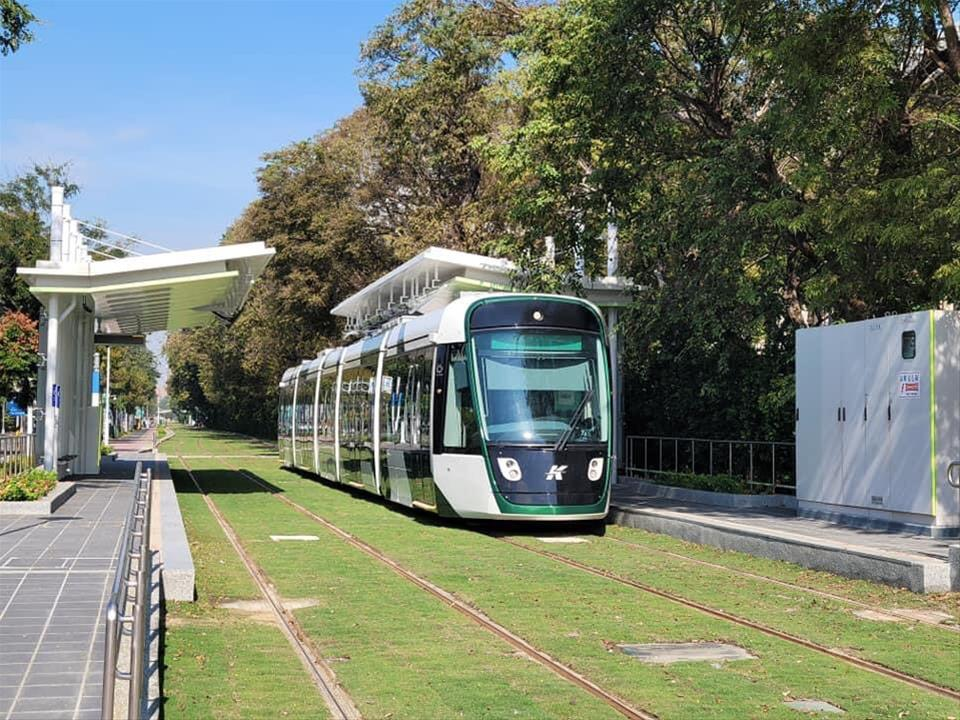
高雄輕軌

臺灣交通介紹臺灣的交通運輸概況，包括各種運輸系統、載具、大眾運輸工具、管道運輸等。目前臺灣交通的最高主管機關是中華民國交通部。
台灣由於地形關係，東西部交通被中央山脈所阻擋，南北部交通由大小河流所切斷。因此早期臺灣交通極度依賴海運，四千多年前台灣的史前人類便已從事航海貿易，坐著小舟把花蓮生產的玉器帶到東南亞各國交易，航路最遠航行到距離台灣三千多公里的泰國南部的Khao Sam Kaeo遺址。18世紀，隨著漢人移民的到來，清治台灣南北部連絡常常需要乘船至中國大陸轉乘，「一府二鹿三艋舺」的稱謂，更是說明臺南、彰化鹿港、臺北萬華在當時的航運地位。清朝治理臺灣的末期時間，才開始大規模整理南北向的陸上交通。至於東西部的連結，沈葆楨、吳沙等人分別開闢淡蘭古道、八通關古道等橫越雪山山脈、中央山脈的山間小徑，做為東西部往來的捷徑。時任臺灣巡撫劉銘傳更計畫興建鐵路，從基隆至抵臺南。但後繼官員為減輕財政負擔，雖然這條鐵路已測量至大甲溪，僅完成基隆至臺北、臺北至新竹兩條路線，但已領先當時中國其他地區的鐵路建設。
1895年，臺灣進入日治時代，今日臺灣交通建設的基礎，即奠定於此時期。不但縱貫鐵路由新竹延伸至高雄及屏東縣枋寮，東部的花蓮、臺東之間也建有窄軌鐵路。整個西部平原，糖業、鹽業等專用輕便鐵路更是密佈。至於空中交通，亦是奠定於此時期，但多以軍事機場為優先。日治時代臺灣的公路及鐵路，遵循日本靠左行駛的道路規則；1945年臺灣進入中華民國時代後，除了鐵路系統沿用舊制，公路皆改為靠右行駛。
1949年中華民國政府遷臺後，由於面對海峽兩岸關係情勢的危機，因此先期臺灣的交通建設以軍事防衛目的為主，例如「糖鐵南北平行線」及西螺大橋的修築，或中部橫貫公路的開闢等。近數十年來，十大建設、鐵路電氣化、環島鐵路計畫、高速公路路網一一完工，加上國內航空路網的建構，以及各大城市軌道交通系統、南北高速鐵路的興築，今日臺灣交通的面貌逐漸完成。

## 公路

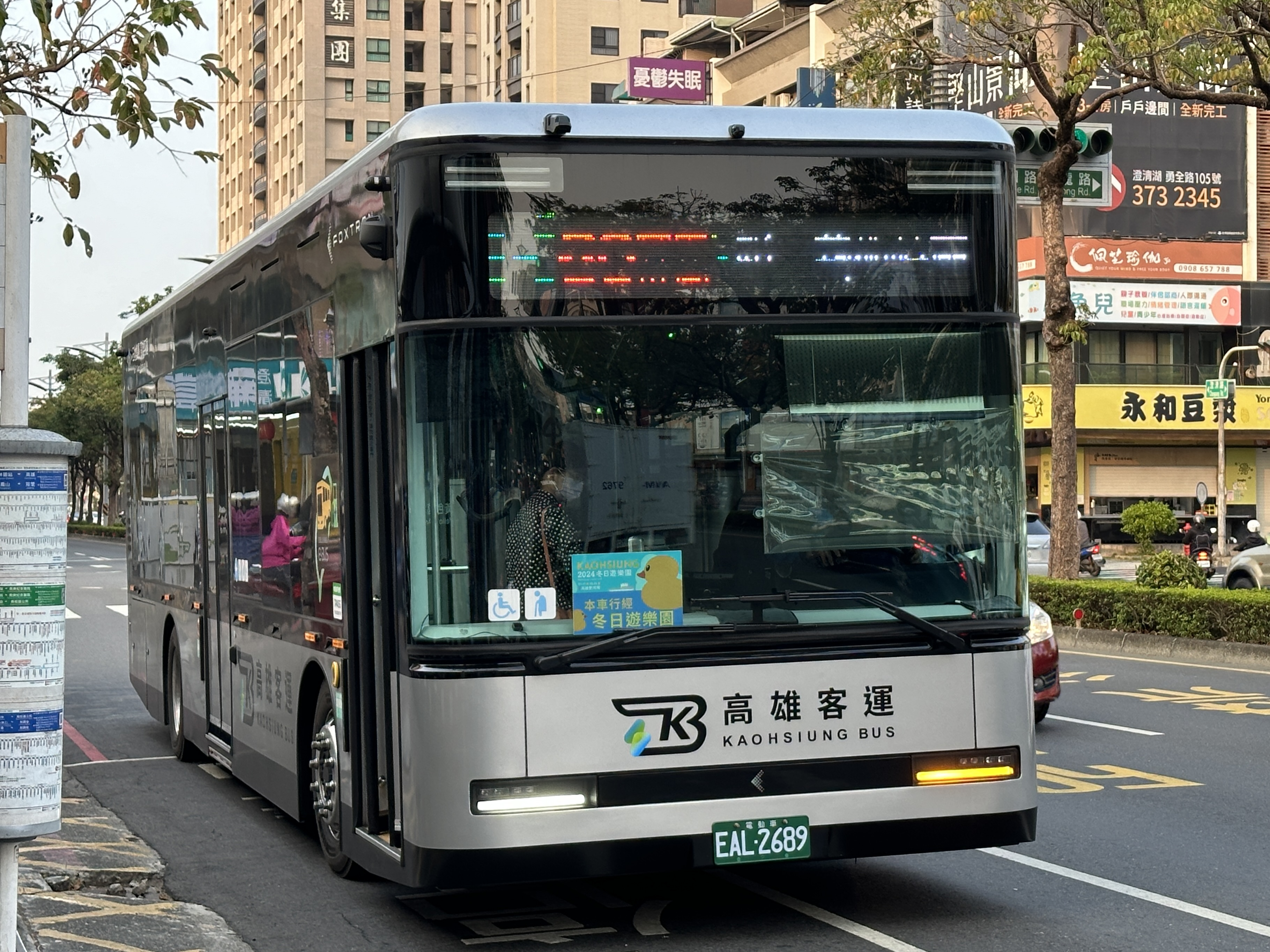
高雄客運的一輛公車

臺灣的公路系統遍及台灣島及澎湖群島各鄉鎮，公路系統依中華民國公路法規定共分為五級: 國道1,050公里、省道5,262公里、縣道(市道)3,602公里、鄉道(區道)11,383公里、專用公路413公里，總長度43,206公里（2017年止）。除以上五級公路外，其餘為普通道路，道路又分由水土保持局管理的農路、由林務局管理的林道、位於都市計劃區內的市區道路（含市區快速道路、巷弄）和其它普通產業道路及私人道路。

### 交通工具
汽車運輸業依公路法規定可分為公路汽車客運業、市區汽車客運業、遊覽車客運業、計程車客運業、小客車租賃業、小貨車租賃業，以及汽車貨運業等。

## 鐵路

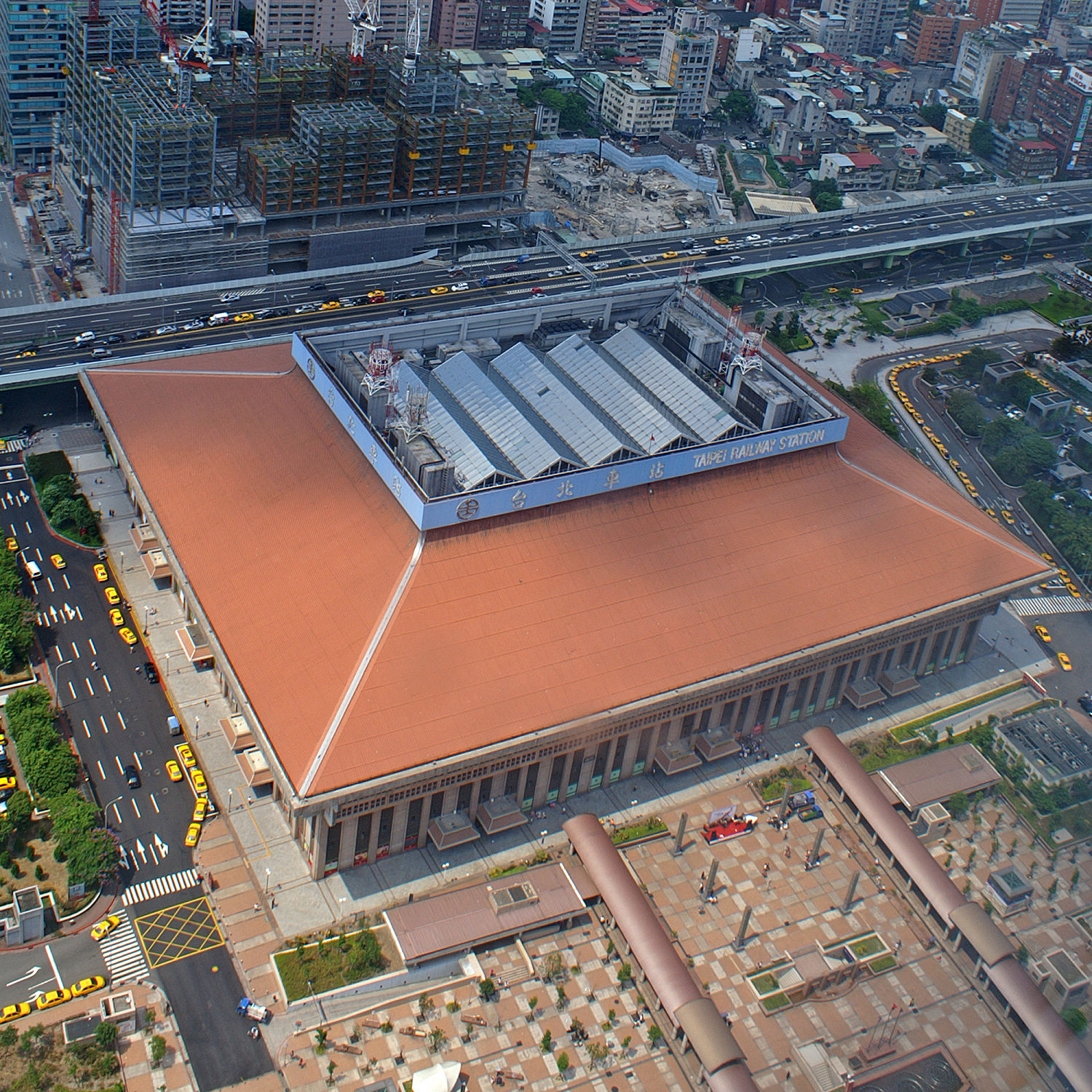
臺北車站

臺灣鐵路運輸主要分為常規鐵路（台鐵）、高速鐵路（台灣高鐵）、專用鐵路（如阿里山林鐵）、捷運（大眾捷運法納管者，含輕軌）、纜車等系統。
1887年，臺灣巡撫劉銘傳奏請清廷興建9鐵路:27:70，後於1891年11月底基隆大稻埕段開通:24:15，長28.6公里。繼任的巡撫邵友濂續築大稻埕新竹段，1893年10月開通至新竹，長78.1公里:109。全線共16站，總長106.7公里，設有大小橋樑74座，溝渠568處，總興建經費為官銀1,295,960兩。通車後行車時間約為半天。日治時期，臺灣總督府鐵道部於1899年起陸續完成臺鐵縱貫線的興建:244、255:111:39，1908年4月20日全線正式完工通車:37、38。第二次世界大戰結束進入民國時期後，1948年，鐵路縱貫線由臺灣鐵路管理局（今臺灣鐵路公司）負責經營，之後隨著北迴線（1980年）、南迴線（1991年）的興建完成，構成臺灣環島鐵路網:63:92:43:102:43。1979年臺鐵縱貫線完成鐵路電氣化，成為臺灣第一條電氣化鐵路:95、96:99。1992年起進行了北迴線的雙軌化、電氣化等改良工程，過程中因改線而開挖不少新隧道，之後於2003年6月底完工，7月4日在花蓮舉行通車典禮:63:103、104。之後陸續進行高雄到屏東的鐵路雙軌化（1983年－1987年）、電氣化及山線竹南豐原段改線與雙軌化工程（1987年－1998年）、臺北鐵路地下化（1983年－1989年:119）等改良工程:104、106。
隨著公路運輸再次對鐵路運輸的挑戰以及產業的變遷，除了臺鐵由盈轉虧之外，各個產業鐵路也受到了衝擊。產業鐵路裡最主要的糖業鐵路在1982年8月17日北港糖廠嘉義線停辦後退出客運市場:111，而對外貨運亦隨時代變遷而停辦:206。而臺糖的原料運輸也從臺東糖廠開始使用卡車運輸，1980年代原料的公路運輸量已占總運量的四成多:210、211。鹽業鐵路則是在1987年拆除七股鹽場內的鐵路:175，1995年8月18日布袋鹽場鹽鐵停駛後走入歷史:182。林業鐵路也隨著林業結束失去原有作用，阿里山在1963年停伐後，林場線在1978年全部停駛，部分路段轉為觀光用途:192，太平山林場在可說是「平地段」的羅東林鐵於1979年8月1日停駛後，林場線也在兩年後全部停駛:198。至於礦業鐵道也隨著礦坑的停產而廢棄，在2001年1月裕豐煤礦將最後一臺運煤臺車拖出礦坑後，結束了臺灣126年的機械採煤史。這些產業鐵路後來有部分路段基於觀光用途而復駛，如糖業鐵路有自2001年12月22日於烏樹林糖廠營運的新港東線:156，林業鐵路除了阿里山森林鐵路外還有太平山森林鐵路，礦業鐵路也有臺灣煤礦博物館（原新平溪煤礦）的復駛路線。
而除了產業鐵路的逐漸停駛，臺鐵的一些支線也因為各種因素而停駛。新店線因營運問題在1965年3月20日時停駛:24，而淡水線則是因為臺北捷運而在1988年7月16日正式廢止:119，中和線則是在1990年9月23日停駛:34，隔年（1991年）東港線在2月28日開出最後客運列車:52，東勢線在8月31日開行末班車後於次日宣告停駛:42。而臺東線通往花蓮舊站與臺東舊站的鐵路也先後廢除。
面對捷運與高速鐵路的出現及競爭，在政府的政策推動下，臺鐵推出稱為「捷運化」的營運改良計畫，即利用臺鐵既有路線為通勤走廊，新設車站以服務在地居民之通勤通學需求。自1998年設立大慶車站後，開始出現一系列的通勤車站。而由於平面鐵路在都市裡阻礙兩側的往來，平交道事故也成為主要的安全隱憂，故政府積極推動「都會區鐵路立體化」政策，使得臺灣各都會區繼臺北之後也開始進行鐵路的高架或地下化，此外東部地區的鐵路也逐步進各種改良工程。而由貨運量減少，基隆臨港線與高雄臨港線也分段停駛走入歷史，而基隆臨港線在2003年後只留下西一至四碼頭連絡線供臺鐵車輛上下船，之後基隆高雄兩大港的臨港線完全廢線，國外進口車輛改於臺中港或花蓮港下船。

### 高鐵

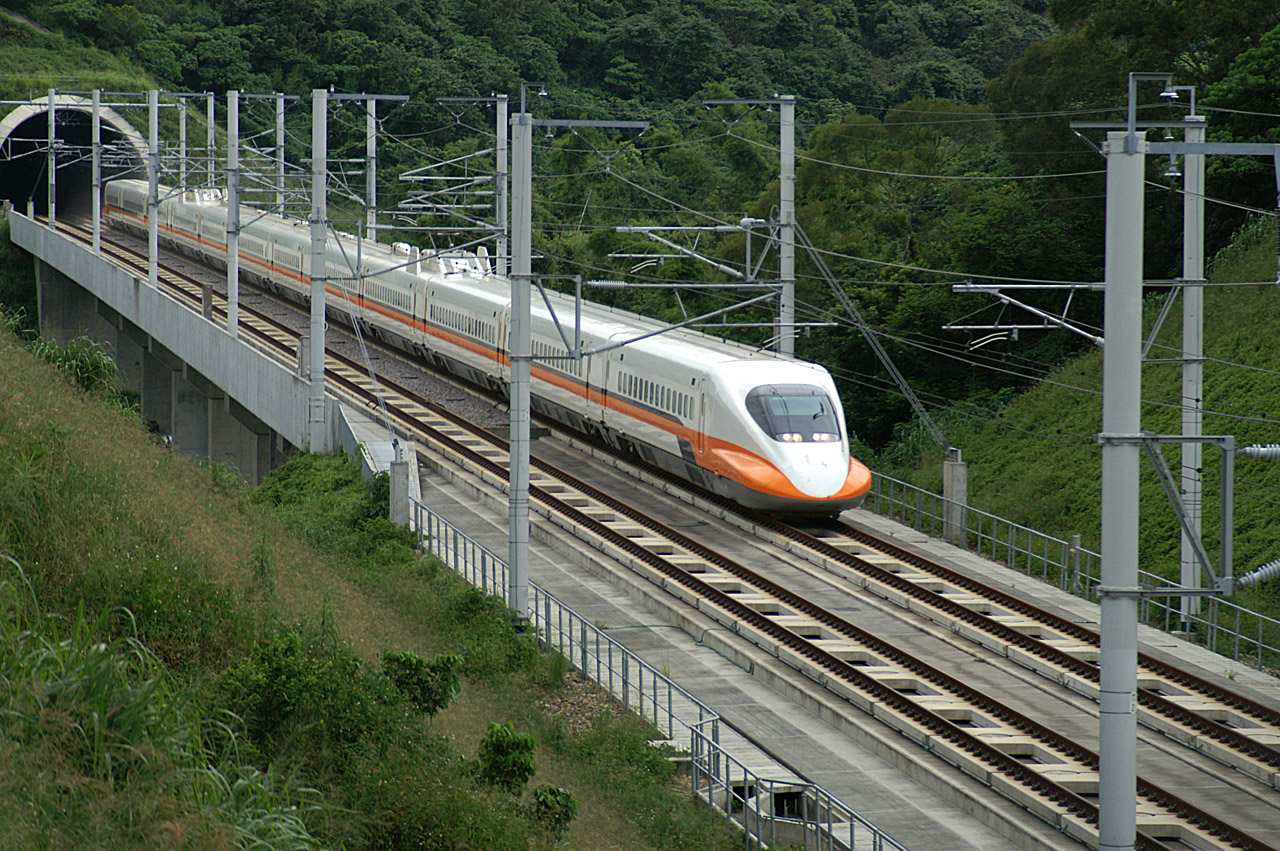
臺灣高速鐵路700T型列車

台灣高速鐵路於2007年1月5日通車（板橋至左營），2月1日正式營運，3月2日通車到臺北:104。不過高速鐵路的構想在臺灣可追溯至1987年:114，當時臺鐵提出了「興建臺灣南北超級鐵路計畫」，計畫沿著西部幹線平行路廊興建時速250公里的高速鐵路:99。後來中華民國政府在1990年成立交通部高速鐵路工程籌備處，進行先期籌畫工作:114:100。而在高速鐵路仍處於官辦時期，傾向與歐洲廠商合作:101，但後來立法院質疑高鐵興建問題，在1995年中央政府總預算審議二讀時刪除了高鐵籌備處與預算:102。隔年（1996年）高鐵案採用BOT模式進行招標，最後形成中華開發銀行主導的「中華高鐵聯盟」（與日本新幹線合作）與大陸工程為首組成的「台灣高鐵聯盟」（與亞斯通、西門子等歐洲廠商合作）在競爭，最後由台灣高鐵勝出:102。但後來台灣高鐵與歐洲高鐵聯盟的合作生變，在2000年改與日本新幹線簽訂核心機電系統合約:115。高鐵的通車，使得臺灣西部形成「一日生活圈」:104。

### 捷運

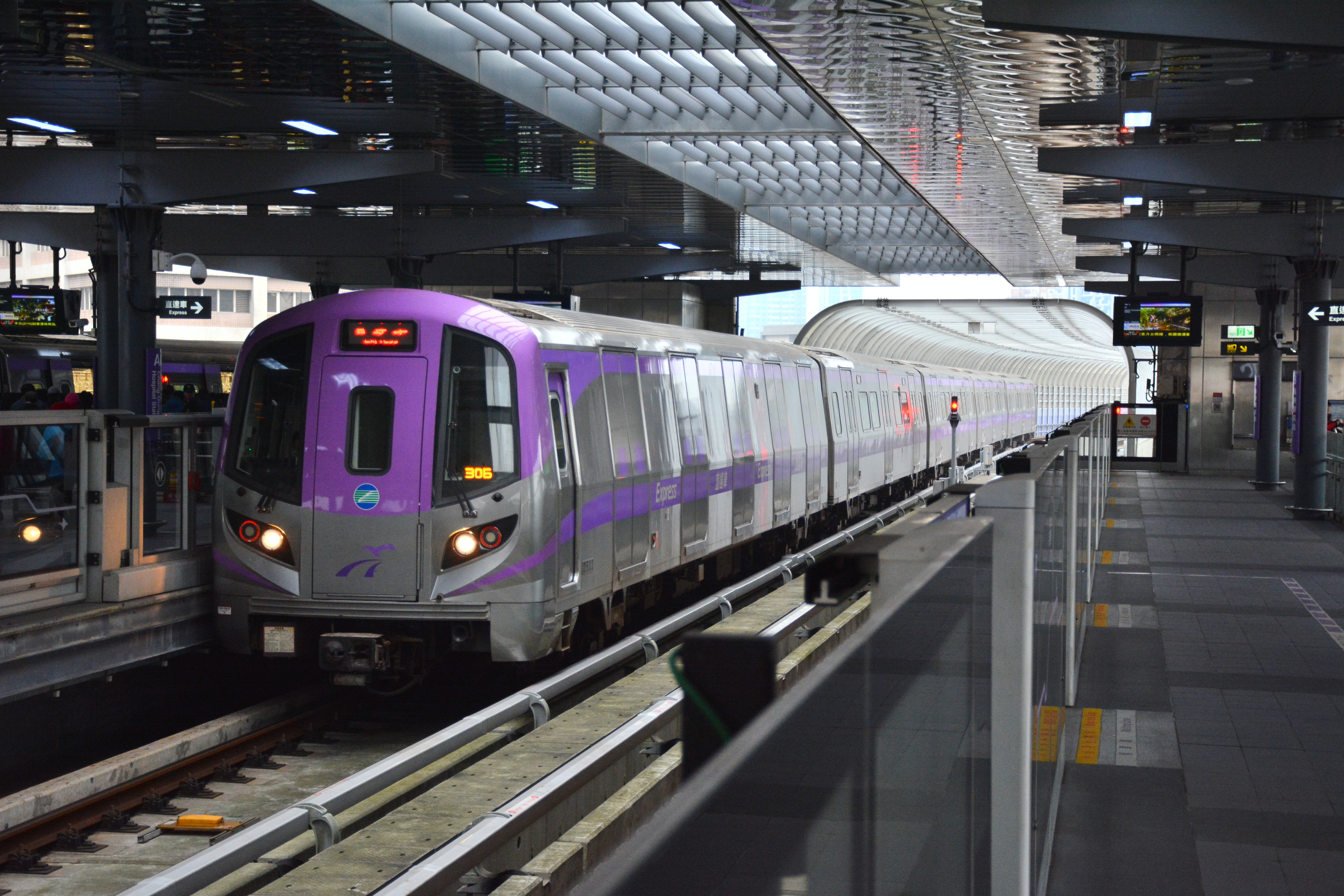
桃園機場捷運2000型電聯車

在過去臺灣一直沒有標準軌距（1,435mm）的鐵路，直到台北捷運（淡水線）採用標準軌後才出現:12。台北捷運的木柵線是臺灣最早通車的捷運路線，於1996年3月28日試營運通車:24。而到了2000年底，台北捷運路網總長為65.1公里，由木柵、淡水、新店、南港、板橋等路線構成初期的雙十字型路網，而在內湖線（後與木柵線合稱文湖線）通車後，臺北市12個行政區都有捷運經過。蘆洲線通車後（2010年），台北捷運的營運里程已超過100公里。
而在台北捷運開業之後，臺灣南方的高雄市也在2001年開始興建高雄捷運，南北向的紅線在2008年4月通車，東西向的橘線則在同年8月通車，兩條路線呈十字型在美麗島站交會。而後高雄市政府計畫利用原高雄臨港線路廊興建環狀捷運路線，採用輕軌系統，曾在中央公園舉辦試乘會（2003年年底－2004年年初），而後在2009年時於該系統的預定路廊先行駛「168環狀幹線」公車，以在興建輕軌前先培養客源，之後分兩階段興建環狀輕軌線，其中第一階段已於2017年9月全線通車，第二階段部分路段已完工。
目前臺灣有5座捷運系統，依開業順序為台北捷運、高雄捷運、桃園機場捷運、新北捷運以及台中捷運。

## 空運
臺灣的機場多為軍民合用機場，民用部份由交通部民用航空局或國營機場公司管理，軍用則分由中華民國空軍與中華民國海軍管理。
目前臺灣有4大經營國際航線的航空公司，分別是中華航空、長榮航空、台灣虎航及星宇航空，以及經營國內航線以及部分區域國際航線的中小航空公司為分別為華信航空、立榮航空、德安航空及凌天航空。

### 國際機場
主要有四個國際機場：
- 位於台北市松山區的台北國際航空站經營東亞四地（松山與虹橋、北京首都、羽田、金浦）對飛等國際航線（國際與兩岸定期包機）和國內航線
- 位於桃園市大園區的桃園國際機場專營國際航線
- 位於台中市沙鹿區的台中國際航空站經營國際和國內航線（國際與兩岸定期包機）
- 位於高雄市小港區的高雄國際航空站經營國際和國內航線

常態性之國際包機起降
- 位於台南市南區的臺南航空站
- 位於花蓮縣新城鄉的花蓮航空站。
- 位於澎湖縣湖西鄉的澎湖航空站。

### 國內機場
- 位於嘉義縣水上鄉的嘉義航空站
- 位於屏東縣恆春鎮的恆春航空站（現今已無任何航班）
- 位於澎湖縣望安鄉的望安航空站
- 位於澎湖縣七美鄉的七美航空站
- 位於臺東縣臺東市的臺東航空站
- 位於臺東縣綠島鄉的綠島航空站
- 位於臺東縣蘭嶼鄉的蘭嶼航空站
- 位於金門縣金湖鎮的金門航空站
- 位於連江縣南竿鄉的馬祖南竿航空站
- 位於連江縣北竿鄉的馬祖北竿航空站

### 直升機航空站
- 總計：10（2008年）

包括東引、東莒、西莒（連江縣政府）、小琉球（屏東縣政府）、玉里（花蓮縣玉里鎮公所）、嘉義竹崎（中興航空公司）、溪頭米堤、天龍、童綜合醫院及台北榮民總醫院。

### 熱氣球升空站
主要位於臺東縣鹿野鄉鹿野高台。

### 航空公司
較早成立的中華航空及長榮航空為台灣最大的兩家航空公司，主營國際航線，另一專營國際航線的星宇航空成立於2018年，這三家業者被台灣媒體合稱為「航空三雄」。目前台灣唯一的國籍低成本航空公司台灣虎航則專營短程國際航線。而立榮航空、華信航空、德安航空等3家業者以經營國內航線為主，部分也飛行短程國際航線。

## 海運
台灣四面環海，海上交通在國共內戰後期的背景下長期遭受管制，國際物流仰賴政府特許航運公司透過商船運輸，也造就台灣有兩大對外的港口，如：基隆港、高雄港。且由於台灣島四面環海，漁港數量多達231處漁港，其中本島有155處（占三分之二），離島76處（占三分之一）。

### 國際商港

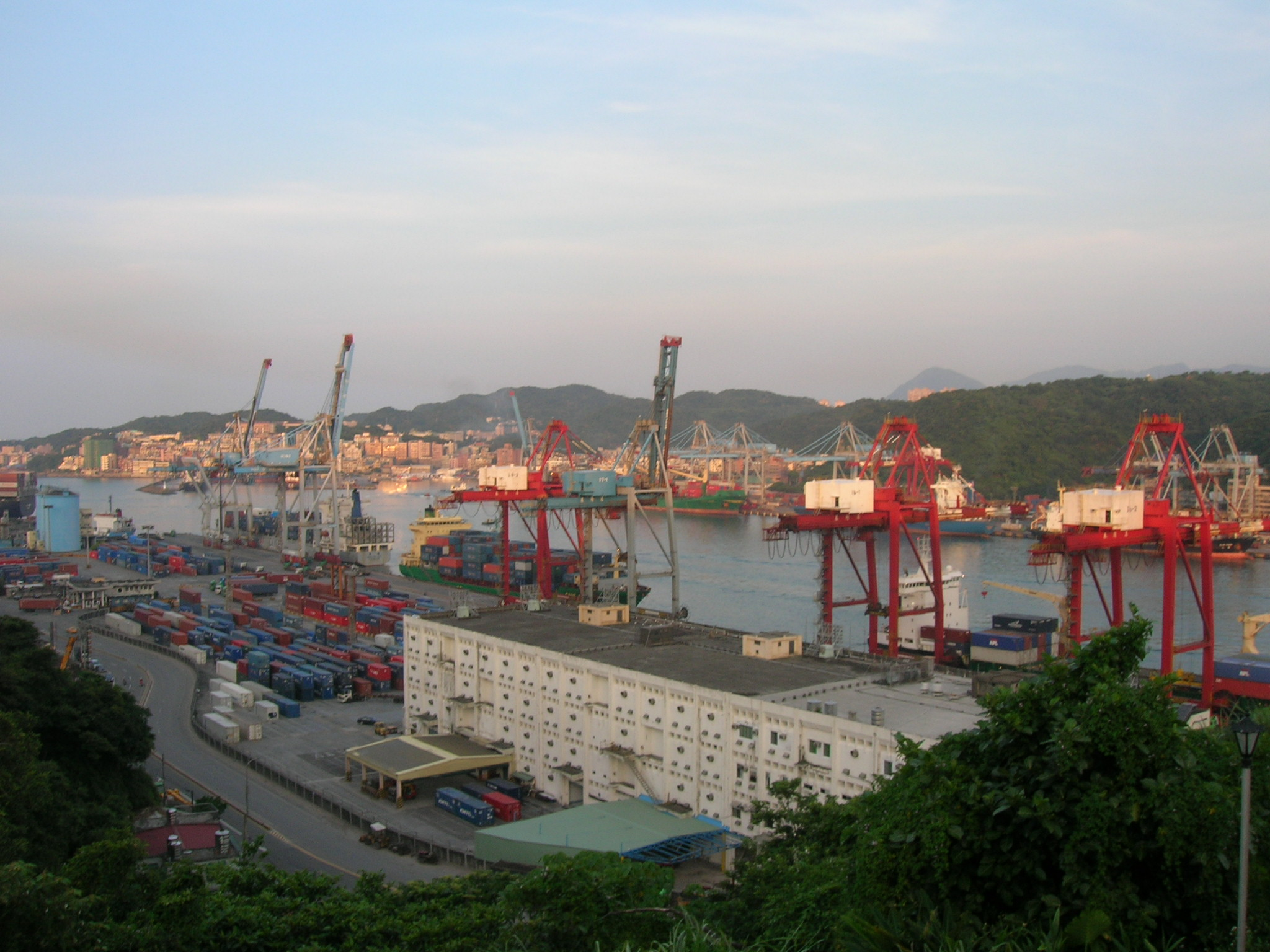
基隆港西岸碼頭

台灣的國際商港、國內商港的管理業務，由交通部航港局負責管理商港（分為國際商港、國內商港）所管轄。
交通部以國營之臺灣港務公司經營各商港，並劃定各港務分公司轄區；離島方面，交通部委託金門縣政府、連江縣政府成立港務處，管理縣內國內商港。目前有4座國際商港、4座國際商港輔助港口、5座國內商港。
- 基隆港
- 臺中港
- 高雄港
- 花蓮港
- 臺北港
- 安平港
- 蘇澳港

### 工業專用港
臺灣的工業專用港的管理業務，由經濟部產業發展署負責管理。工業專用港共有2座營運中、1座興建中。

### 國內漁港

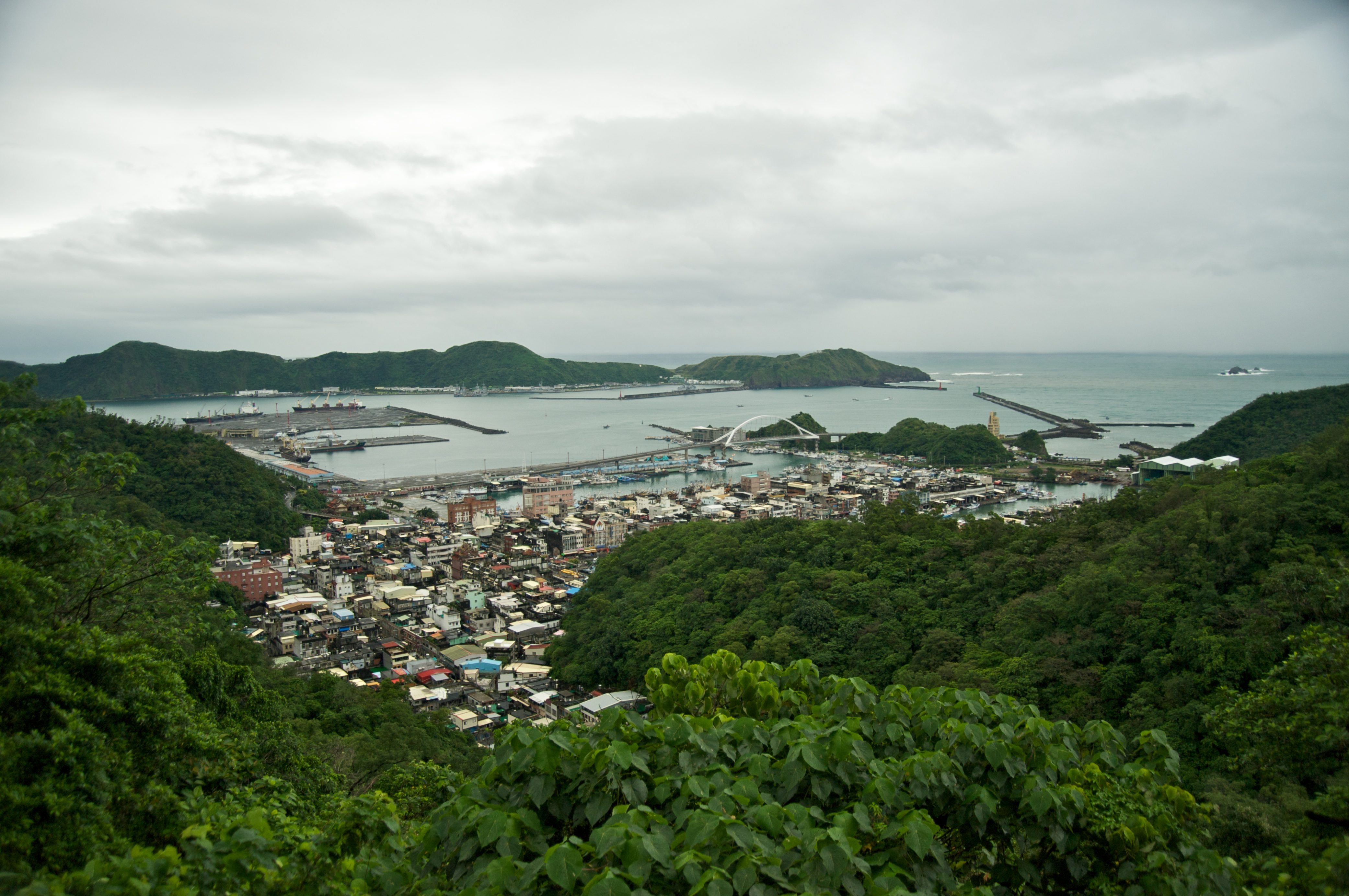
南方澳漁港

臺灣的漁港由農業部漁業署主管。全臺漁港共有9座第一類漁港、216座第二類漁港。

### 航運業者
- 最大的三家海運公司長榮海運（隸屬長榮集團）、萬海航運、與陽明海運（公營背景），而離島與本島間的海上客運則由政府與民間業者共同經營。

商船：
- 總計：590艘（1,000 GRT 以上）3,417,768 GRT/5,617,318 DWT
- 类型：散装船36、货船23、化学品运输船2、combination bulk3、集装箱船37、油轮17、refrigerated cargo 10、roll on/roll off 2
- 境外拥有:：古巴 1、香港 4
- 在其他国家註冊：457（2004年）

## 現況問題
1. 計程車沒有落實總量管制，造成計程車車輛供過於求。[25]
2. 不夠完善的大眾運輸系統，造成私人交通運具使用率遠於大眾運輸使用率、目前機車數約1400萬餘輛、汽車數約800萬餘輛，除雙北以外地區都有嚴重的汽機車依賴問題。
3. 汽機車分流之道路規劃未符合實際需求，機車使用者沒有擁有足夠之路權，且直接影響行車安全，使得部分駕駛反彈。[26]
4. 私有運具持有成本過低，導致持有率極高，造成許多停車問題。例如路邊違規停車、併排停車、機車停放騎樓、人行道。造成車道數減少、車速降低、公車無法完全進站停靠車站、行人通行困難。且違規停車之車輛駕駛人於上下車時也常造成後方車輛之行車安全。
5. 部分駕駛人不遵守交通規則，造成許多交通問題。例如汽機車逆向超車、汽機車不停讓行人、機車行駛人行道、機車駕駛普遍缺乏正確的車道分割觀念，而在車流行進間高速鑽車縫、公車靠站載客時常發生機車在乘客上下車之處行駛經過(因內側車道禁行機車，部分駕駛不了解右側超車的危險性)而發生危險的現象。
6. 行人地獄問題：因以盈利、效率及自我利益捍衛主義至上而忽略其他生活面向，所體現出的交通環境，不但阻止了大眾運輸的發展，也對行人極為不友善。即使未來完工後會帶來好幾倍的人潮與錢潮，也會大幅改善居所及營業場所周邊的樣貌，每每有運輸工程定案且預期會影響到短期營業及交通情況時，商家及周邊居民即大力反彈、杯葛、要求更改企劃；而政府及營建處也無精細規劃緩衝措施來補償此段時間權益受影響的範圍，協助思想不同的人銜接與接受大眾運輸的世代。另一方面，人行道及騎樓上時常有違規停放之汽機車或商家營業用之餐車、桌椅、或機械工具，導致寸步難行，甚至逼迫行人走在車道上。行人經由斑馬線穿越馬路時，轉彎的汽機車沒有禮讓的文化習慣。在沒有行人穿越號誌之斑馬線更是危險，即使該向車道為閃燈號誌，也鮮少車輛會主動減速。此現象間接導致利用大眾運輸出行之意願降低，形成惡性循環。此現象在中南部又比北部還更為嚴重。
7. 大眾運輸需先一口氣建設至一定的基礎才能拉動人民搭乘的需求。以高雄為例，不完備的路網及轉乘配套使得運用率不高而導致營運之公司虧損；即使在市區八公里內移動，使用私人運具到達目的地的所需時間可達搭乘大眾運輸的十分之一，政府也沒有在市中心進行私人運具管控。長期下來，這便成為了民眾心中一座城市根本不需要建設大眾運輸的藉口與理由，錯誤的覺得大眾運輸是導致國庫虧損、多餘的、無用的，更加深了發展的瓶頸。

## 外部連結
- 交通部全球資訊網 （页面存档备份，存于）
- 交通部公路總局 （页面存档备份，存于）
- 交通部民用航空局 （页面存档备份，存于）
- 交通部高速公路局 （页面存档备份，存于）